# Soltvadkert
Soltvadkert je mesto na Madžarskem, ki upravno spada pod podregijo Kiskőrösi Županije Bács-Kiskun.